# Detroit Shock

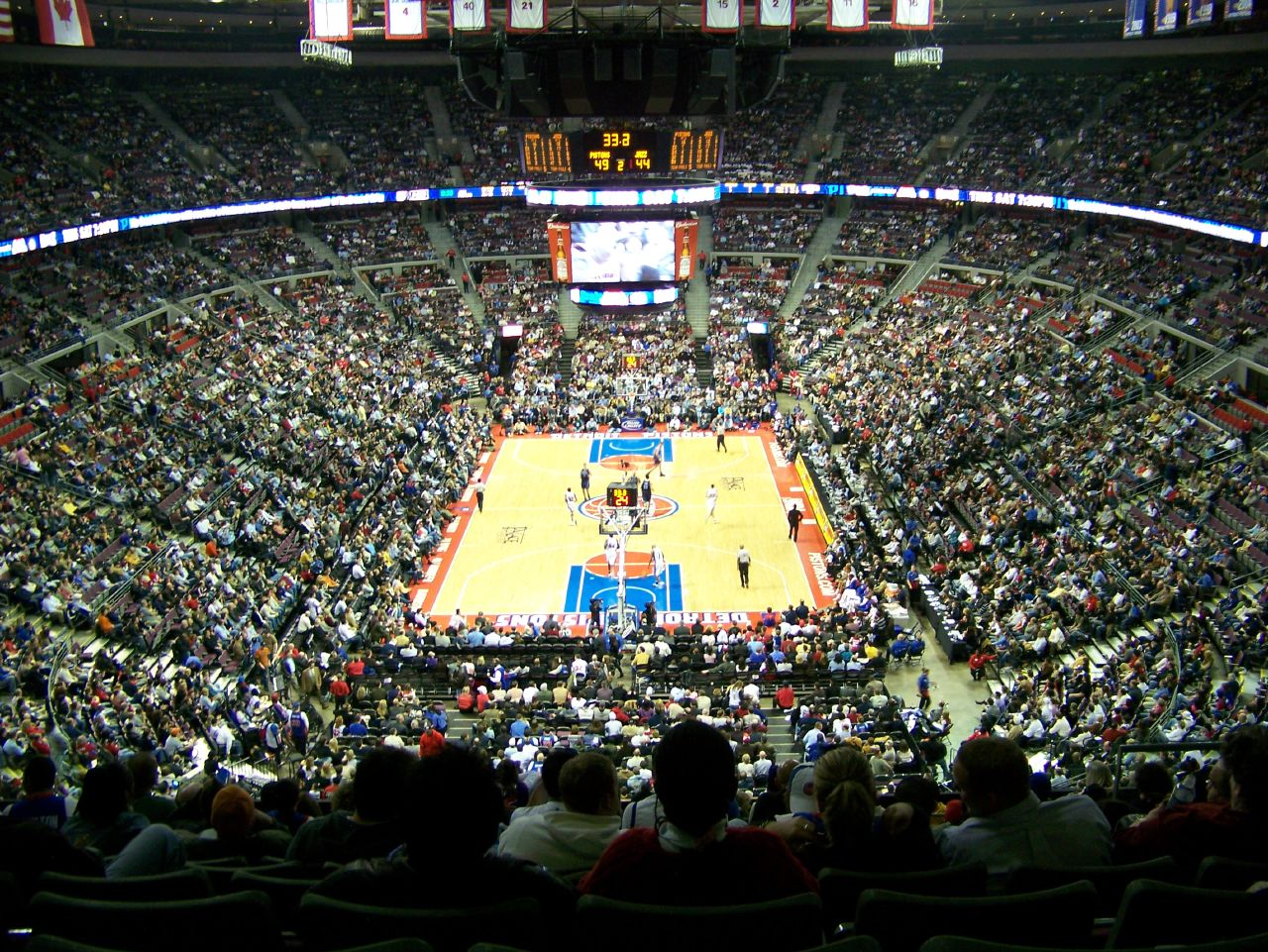
Detroit Shock hemmaarena The Palace of Auburn Hills.

Detroit Shock, som grundades 1998 och upplöstes 2009 då laget flyttade till Tulsa i Oklahoma och blev Tulsa Shock, var en basketklubb i Auburn Hills i Michigan som spelade i damligan WNBA mellan säsongerna 1998 och 2009. Laget spelade sina hemmamatcher i The Palace of Auburn Hills och var ett så kallat systerlag till NBA-laget Detroit Pistons.

## Historia

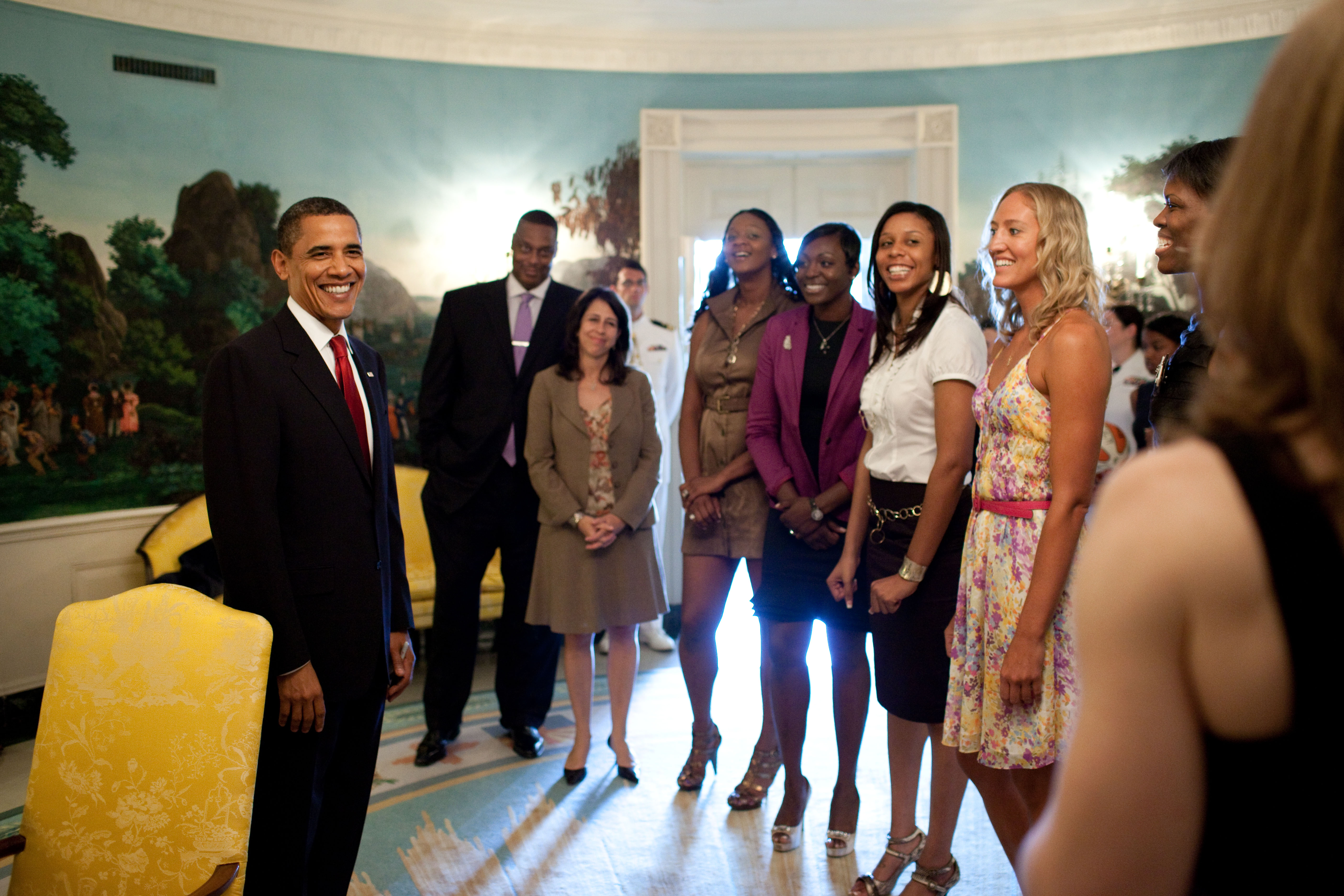
Barack Obama tar emot Detroit Shock i Vita huset i juli 2009.

Detroit Shock var ett av de första lagen som tillkom efter att ligan expanderade efter sin första säsong 1997. Detroit debuterade i ligan säsongen 1998 och deras första match var hemma mot Charlotte Sting den 13 juni som de förlorade med 69-78. Och trots att de förlorade sina fyra första matcher så var de nära att gå till slutspel redan under sin första säsong. Andra säsongen tog sig Detroit till slutspel för första gången där de dock förlorade mot Charlotte redan i första omgången, efter det missade de slutspelet under de kommande tre åren och säsongen 2002 var de till och med det sämsta laget i hela ligan. Säsongen 2003 vann de den östra konferensen och var det bästa laget i ligan och i slutspelet vann man mot Cleveland Rockers och Connecticut Sun och stod inför sin första WNBA-final nånsin, där motståndarna var de två senaste årens mästarlag Los Angeles Sparks. Efter att ha förlorat första matchen borta med 63-75 vände finalserien hem till Auburn Hill där Detroit vann en jämn och spännande andra finalmatch med 62-61 och den tredje och avgörande var lika jämn där Detroit vann 83-78 efter att ha sett till att Los Angeles gått poänglösa i över tre minuter i slutet av matchen när de ledde med 73-70. Därmed var Detroits första WNBA-titel säkrad och de blev också det första laget som tillkommit efter ligastarten 1997 som vunnit mästerskapet.
De två kommande säsongerna efter sin titel tog sig Detroit till slutspel men förlorade redan i den första omgången, men säsongen 2006 hade Detroit åter tagit sig fram till en WNBA-final efter segrar mot Indiana Fever och Connecticut Sun. För motståndet den här gången stod Sacramento Monarchs, och efter fyra klara vinster stod det 2-2 i matchserien. Den femte och avgörande matchen var flyttad till Joe Louis Arena i Detroit och skulle bli riktigt spännande. Efter första perioden ledde Sacramento med 18-17 och i halvtid hade man en 44-36 ledning, men i den tredje perioden var Detroit det klart bättre laget och vann den med 22-9 och ledde inför den sista perioden och de sista tio minuterna med 58-53. Med bara fjorton sekunder kvar att spela avgjorde Detroit matchen med att sätta en tvåpoängare till 80-75 som också blev slutresultatet och Detroit hade säkrat sin andra WNBA-titel.
2007 var Detroit åter i WNBA-final efter vinster mot New York Liberty och Indiana, och den här gången var Phoenix Mercury finalmotståndare. Återigen hade båda finallagen vunnit två matcher var när det skulle avgöras, och även denna gång hade Detroit fördelen av att ha hemmaplan. Men efter första perioden ledde Phoenix med 30-17 och efter det lyckades aldrig Detroit komma tillbaka in i matchen igen, utan fick se WNBA-titeln försvinna iväg till motståndarna. 2008 tog dock Detroit tillbaka titeln igen efter en klar 3-0-seger i finalen mot San Antonio Silver Stars och blev samtidigt det tredje laget efter Houston Comets och Los Angeles Sparks att ha spelat minst tre WNBA-final i rad.
2009 var Detroit åter favorit till att vinna WNBA-titeln, men säsongen blev mycket tuffare än vad som förväntades och inte förrän i slutomgångarna lyckades laget säkra en slutspelsplats för sjunde året i rad. Och efter att ha besegrat Atlanta Dream i första omgången stod nu konferensvinnaren Indiana för motståndet, men efter en klar Detroit-seger i första matchen vann sedan Indiana två gånger på hemmaplan och den 26 september 2009 var Detroit utslaget och hade spelat sin sista match.
Den 19 oktober kom så de chockerande rapporterna från Associated Press att Detroit var sålt och skulle bli flyttat till Tulsa, ett besked som även officiellt tillkännagavs på en presskonferens i Tulsa dagen efter.